# Bataille de Camargo
Expédition du Mexique
Batailles
- Fortín
- Las Cumbres
- 1er Puebla
- Barranca Seca
- Cerro del Borrego
- Tampico
- 2e Puebla
- Atlixco
- San Pablo del Monte
- San Lorenzo
- Totoapan
- Morelia
- Campeche
- Veranos
- Tacámbaro
- La Loma
- Parral
- Chihuahua
- Álamos
- Ixmiquilpan
- Bagdad
- Camargo
- Miahuatlán
- Carbonera
- Guayabo
- Villa de Álvarez
- San Jacinto
- Querétaro

La bataille de Camargo a lieu le 15 juin 1866, lors de l'expédition du Mexique.

## Déroulement
Le 15 juin 1866, un convoi de 200 véhicules défendu par 1 900 soldats mexicains et 300 Autrichiens est attaqué par les républicains au nombre de 5 000 hommes, dont 1 200  à   1 500 Américains.
Le convoi est totalement enlevé, le général Rafael Olvera parvient à trouver refuge à Matamoros avec 150 cavaliers.
Selon le rapport du général Escobedo, ses pertes sont de 155 morts et 78 blessés. Côté Impériaux, les pertes sont de 251 morts, 121 blessés et 858 prisonniers. Les Autrichiens ont quant à eux 145 morts, 45 blessés et 143 prisonniers